# Sphingonotus basutensis
Sphingonotus basutensis är en insektsart som först beskrevs av Vitaly Michailovitsh Dirsh 1956.  Sphingonotus basutensis ingår i släktet Sphingonotus och familjen gräshoppor. Inga underarter finns listade i Catalogue of Life.